# Trident TR-1 Trigull
Die Trident TR-1 Trigull ist ein Amphibienflugzeug, das vom kanadischen Hersteller Trident Aircraft in Burnaby, British Columbia und später in Sidney, British Columbia entwickelt wurde. Die Maschine sollte als musterzugelassenes Flugzeug angeboten werden. Da das Unternehmen jedoch in finanzielle Schwierigkeiten geriet, wurden nur drei Prototypen gebaut.

## Entwicklung und Konstruktion
Die Trigull wurde auf Basis der Republic Seabee konzipiert. Sie ist ein einmotoriger, freitragender Hochdecker mit vier bis sechs Sitzen und einziehbarem Bugradfahrwerk in Pusher-Konfiguration.
Das Flugzeug besteht aus Aluminium und glasfaserverstärktem Kunststoff. Die Tragflächen haben eine Spannweite von 41,8 ft (12,7 m) und eine Fläche von 245,2 ft² (22,8 m²) und verfügen über ein NACA-23015-R-4-Profil. Als Triebwerke waren ursprünglich der Continental Tiara 6-285 mit 285 PS (210 kW) oder der Tiara 6-320 mit 320 PS (235 kW) geplant. Später wurden aber dann der Lycoming IO-540-M1A5D mit 300 PS (221 kW) beziehungsweise der turboaufgeladene Lycoming TIO-540-J2BD mit 340 PS (250 kW) eingesetzt. Der Konstruktionsentwurf beinhaltet einige innovative Besonderheiten wie Stützschwimmer an den Flügelspitzen, die eingezogen werden können und als Erweiterung der Flügelfläche zusätzlichen Auftrieb erzeugen, ein in die Nase einziehbares Bugrad, das beim Vertäuen auf dem Wasser als Fender dient sowie herabhängende Querruder. Die Trigull wurde als Konkurrenz zur Republic Seabee, zur Lake Buccaneer und zur SIAI-Marchetti FN.333 Riviera entwickelt.
Trident Aircraft wurde im Februar 1970 zur Entwicklung der TR-1 gegründet. Der Jungfernflug der Maschine fand am 5. August 1973 statt. Der Erstflug des zweiten Prototypen folgte am 2. Juli 1976. Am 28. Oktober 1976 erhielt die TR-1 Trigull 285 die Musterzulassung durch die kanadische Verkehrsbehörde Transport Canada. Die Musterzulassung durch die US-amerikanische Federal Aviation Administration folgte am 16. Dezember 1976.
Die Serienproduktion sollte Anfang der 1980er beginnen; 43 Bestellungen und weitere 23 Optionen lagen bereits vor. Das Projekt erhielt technische Unterstützung sowohl durch Canadair als auch durch die Grumman Aerospace Corporation. Trotz finanzieller Unterstützung durch das kanadische Wirtschaftsministerium Innovation, Science and Economic Development Canada und der British Columbia Development Corporation ging dem Unternehmen das Geld aus und der Betrieb wurde 1980 eingestellt. Obwohl die TR-1 für die Serienproduktion entwickelt wurde, wurden nur drei Prototypen von Trident gebaut, von denen zwei angemeldet (Kennzeichen C-GATE und CF-TRI, später C-FTRI) und geflogen wurden. Der dritte wurde für technische Versuche verwendet.
Die Musterzulassung befindet sich seit 2006 im Besitz der Viking Air in Sidney, British Columbia. Viking Air besitzt zudem die zwei erhaltenen Prototypen. Im Jahr 2003 zeigte Viking Air Interesse an einer Fertigung der Trigull mit einem Turbopropantrieb. Der Verkaufspreis sollte bei etwa 400.000 US-Dollar liegen.

## Varianten
TR-1 Trigull 285
viersitzige Version, angetrieben von einem Continental Tiara 6-285 mit 285 PS (210 kW), Musterzulassung in Kanada am 28. Oktober 1976 und in den Vereinigten Staaten am 16. Dezember 1976
TR-1 Trigull 320
sechssitzige Version, angetrieben von einem Continental Tiara 6-320 mit 320 PS (235 kW)

## Technische Daten (Trigull 285)
| Kenngröße             | Daten                                                                                 |
| --------------------- | ------------------------------------------------------------------------------------- |
| Besatzung             | 1                                                                                     |
| Passagiere            | 3                                                                                     |
| Länge                 | 29,33 ft (8,9 m)                                                                      |
| Spannweite            | 41,75 ft (12,7 m)                                                                     |
| Höhe                  | 12,5 ft (3,8 m)                                                                       |
| Flügelfläche          | 245,2 ft² (22,8 m²)                                                                   |
| Flügelstreckung       | 7,11                                                                                  |
| Leermasse             | 2.400 lb (1.089 kg)                                                                   |
| max. Startmasse       | 3.800 lb (1.724 kg)                                                                   |
| Reisegeschwindigkeit  | 129 kn (239 km/h)                                                                     |
| Höchstgeschwindigkeit | 136 kn (252 km/h)                                                                     |
| Dienstgipfelhöhe      | 16.000 ft (4.877 m)                                                                   |
| Reichweite            | 450 NM (833 km)                                                                       |
| Triebwerk             | Continental Tiara 6-285, luftgekühlter Sechszylinderviertaktmotor mit 285 PS (210 kW) |